# Slaget vid Carberry Hill
Slaget vid Carberry Hill ägde rum i Skottland 1567. Det utspelade sig mellan den armé som var lojal mot drottning Maria Stuart och hennes tredje make James Hepburn, 4:e earl av Bothwell, och armén under en grupp upproriska skotska lorder som motsatte sig äktenskapet. Den slutade med en seger för de senare och resulterade i att Maria Stuart tillfångatogs, fängslades och en tid senare tvingades abdikera. 